# Семейська міська адміністрація
Семе́йська міська адміністрація (каз. Семей қаласы әкімдігі, рос. Семейская городская администрация) — адміністративна одиниця у складі Абайської області Казахстану. Адміністративний центр та єдиний населений пункт — місто Семей.
Станом на 1989 рік існувала Семипалатинська міська рада (місто Семипалатинськ) та Березовська селищна рада (смт Березовський, село Сосна).
2024 року зі складу міської адміністрації було виділено 27508,54 км² і передано до складу новоутвореного Жанасемейського району.

## Населення
Населення — 303210 осіб (2021; 299264 у 2009, 269574 у 1999, 335906 у 1989).

## Склад
До складу адміністрації входять такі населені пункти:
| Населений пункт   | Населення, осіб (1989) | Населення, осіб (1999) | Населення, осіб (2009) | Населення, осіб (2021) |
| ----------------- | ---------------------- | ---------------------- | ---------------------- | ---------------------- |
| Семей, місто      | 334402                 | 269574                 | 299264                 | 303210                 |
| Березовський, смт | 1433                   | -                      | -                      | -                      |
| Сосна, село       | 71                     | -                      | -                      | -                      |